# Guskara
Guskara è una suddivisione dell'India, classificata come municipality, di 31.863 abitanti, situata nel distretto di Bardhaman, nello stato federato del Bengala Occidentale. In base al numero di abitanti la città rientra nella classe 
III (da 20.000 a 49.999 persone).

## Geografia fisica
La città è situata a 23° 30' 0 N e 87° 45' 0 E e ha un'altitudine di 37 m s.l.m..

## Società

### Evoluzione demografica
Al censimento del 2001 la popolazione di Guskara assommava a 31.863 persone, delle quali 16.472 maschi e 15.391 femmine. I bambini di età inferiore o uguale ai sei anni assommavano a 3.821, dei quali 1.971 maschi e 1.850 femmine. Infine, coloro che erano in grado di saper almeno leggere e scrivere erano 21.018, dei quali 11.921 maschi e 9.097 femmine.